# Karin Stierna
Karin Elisabet Stierna, född 22 november 1970 i Gåxsjö församling i Jämtlands län, är en svensk kommunalpolitiker (centerpartist). Stierna var oppositionsråd i Strömsunds kommun från oktober 2005, då hon ersatte Jörgen Eriksson, till valet 2006. I samband med valet kom det nya uppstickarpartiet Rättvis Demokrati in i fullmäktige och bildade en allians med de borgerliga partierna. Stierna utsågs därefter till kommunalråd och kommunstyrelsens ordförande, en post hon behöll genom mandatperioden 2006–2010.
Stierna är ordförande i det lokala kyrkorådet och sjunger i Gåxsjö kyrkokör.[källa behövs]